# Blues Hall of Fame
Blues Hall of Fame je každoročně udělovaná cena. Poprvé byla udělena v roce 1980, je udělována bluesovým hudebníkům.

## Uvedeni

### 1980
- Big Bill Broonzy
- Willie Dixon
- John Lee Hooker
- Lightnin' Hopkins
- Son House
- Howlin' Wolf
- Elmore James
- Blind Lemon Jefferson
- Robert Johnson
- B. B. King
- Little Walter
- Memphis Minnie
- Muddy Waters
- Charlie Patton
- Jimmy Reed
- Bessie Smith
- Otis Spann
- T-Bone Walker
- Sonny Boy Williamson I (John Lee Williamson)
- Sonny Boy Williamson II (Aleck „Rice“ Miller)

### 1981
- Bobby „Blue“ Bland
- Roy Brown
- Blind Willie McTell
- Professor Longhair
- Tampa Red

### 1982
- Leroy Carr
- Ray Charles
- Big Walter Horton
- Freddie King
- Magic Sam

### 1983
- Louis Jordan
- Albert King
- Robert Nighthawk
- Ma Rainey
- Big Joe Turner

### 1984
- Otis Rush
- Hound Dog Taylor
- Big Mama Thornton

### 1985
- Chuck Berry
- Buddy Guy
- J. B. Hutto
- Slim Harpo

### 1986
- Albert Collins
- Tommy Johnson
- Leadbelly
- Sonny Terry

### 1987
- Percy Mayfield
- Eddie Taylor

### 1988
- Mississippi John Hurt
- Little Milton
- Jay McShann
- Johnny Winter

### 1989
- Clifton Chenier
- Robert Lockwood, Jr.
- Memphis Slim

### 1990
- Blind Blake
- Lonnie Johnson
- Bukka White

### 1991
- Sleepy John Estes
- Billie Holiday
- Fred McDowell
- Sunnyland Slim

### 1992
- Skip James
- Johnny Shines
- Big Joe Williams

### 1993
- Champion Jack Dupree
- Lowell Fulson

### 1994
- Arthur „Big Boy“ Crudup
- Wynonie Harris

Neúčinkující:
- Bill „Hoss“ Allen
- John Lomax
- Alan Lomax
- John Richbourg
- Gene Nobles

### 1995
- Jimmy Rogers

Neúčinkující:
- Leonard Chess
- Phil Chess

### 1996
- Charles Brown
- David „Honeyboy“ Edwards

Neúčinkující:
- Bob Koester
- Pete Welding

### 1997
- Brownie McGhee
- Koko Taylor

Neúčinkující:
- Bruce Iglauer

### 1998
- Luther Allison
- Junior Wells

Neúčinkující:
- Lillian Shedd McMurry
- Sam Phillips

### 1999
- Clarence „Gatemouth“ Brown
- Roosevelt Sykes

Neúčinkující:
- Lester Melrose
- Chris Strachwitz

### 2000
- Johnny Otis
- Stevie Ray Vaughan

Neúčinkující:
- Dick Waterman

### 2001
- Etta James
- Little Junior Parker
- Rufus Thomas

Neúčinkující:
- Theresa Needham
- Robert Palmer

### 2002
- Ruth Brown
- Big Maceo Merriweather

Neúčinkující:
- Jim O'Neal

### 2003
- Fats Domino
- Pinetop Perkins
- Sippie Wallace
- Dinah Washington

Neúčinkující:
- Ralph Bass

### 2004
- Bo Diddley
- Blind Boy Fuller

Neúčinkující:
- J. Mayo Williams

### 2005
- Walter Davis
- Ike Turner

Neúčinkující:
- H. C. Speir

### 2006
- Paul Butterfield
- James Cotton
- Roy Milton
- Bobby Rush

Neúčinkující:
- Bihari Brothers
- Bobby Robinson
- Jerry Wexler

### 2007
- Dave Bartholomew
- Dr. John
- Eddie „Guitar Slim” Jones
- Sister Rosetta Tharpe

Neúčinkující:
- Ahmet Ertegün
- Art Rupe

### 2008
- Jimmy McCracklin
- Mississippi Sheiks
- Hubert Sumlin
- Johnny „Guitar“ Watson
- Peetie Wheatstraw
- Jimmy Witherspoon

Neúčinkující:
- John H. Hammond
- Paul Oliver

### 2009
- Reverend Gary Davis
- Son Seals
- Taj Mahal
- Irma Thomas

Neúčinkující:
- Clifford Antone
- Mike Leadbitter
- Bob Porter

### 2010
- Lonnie Brooks
- Gus Cannon and Cannon's Jug Stompers
- W. C. Handy
- Amos Milburn
- Charlie Musselwhite
- Bonnie Raitt

Neúčinkující:
- Peter Guralnick
- „Sunshine“ Sonny Payne

### 2011
- Big Maybelle
- Robert Cray
- John P. Hammond
- Alberta Hunter
- Denise LaSalle
- J. B. Lenoir

Neúčinkující:
- Bruce Bromberg
- Vivian Carter & Jimmy Bracken
- Samuel Charters
- John W. Work III

### 2012
- Billy Boy Arnold
- Mike Bloomfield
- Buddy Johnson & Ella Johnson
- Lazy Lester
- Furry Lewis
- Matt „Guitar“ Murphy
- Frank Stokes
- Allen Toussaint

Neúčinkující:
- Horst Lippmann & Fritz Rau
- Doc Pomus
- Pervis Spann

### 2013
- Earl Hooker
- Jimmie Rodgers
- Jody Williams
- Joe Louis Walker
- Little Brother Montgomery
- Otis Clay

Neúčinkující:
- Cosimo Matassa
- Dave Clark
- Henry Glover

### 2014
- Dick Shurman
- Don Robey
- Mike Kappus
- Big Jay McNeely
- Eddie Shaw
- Eddie „Cleanhead“ Vinson
- R. L. Burnside
- Robert Pete Williams

### 2015
- Eric Clapton
- Little Richard
- Tommy Brown

### 2016
- Elvin Bishop
- Eddy Clearwater
- Jimmy Johnson
- John Mayall
- The Memphis Jug Band

Neúčinkující:
- Tommy Couch, Sr. a Wolf Stephenson

### 2017
- Johnny Copeland
- Henry Gray
- Willie Johnson
- Latimore
- Magic Slim
- Mavis Staples

Neúčinkující:
- Amy van Singel

### 2018
- The Aces
- Georgia Tom Dorsey
- Sam Lay
- Mamie Smith
- Roebuck „Pops“ Staples

Neúčinkující:
- Al Benson